# フィッシュボーン
フィッシュボーン（英語 : Fishbone）は、1979年にアメリカ・ロサンゼルスで結成されたミクスチャー・ロック・バンド。レゲエ、パンク・ロック、ヘヴィメタル、ファンク等の様々な音楽から影響を受けている。バンドのロゴマークは、「フィッシュボーン」の原義である魚の骨である。

## 略歴
1979年、中学校の同級生であるジョン・ノーウッド・フィッシャー (B) 、フィッシュ (Dr) 、ケンダル・リー・ジョーンズ (G) 、クリストファー・ゴードン・ダウド (Tb / Key) 、アンジェロ・ムーア (Vo / Sax) 、ウォルター・アダム・キビーII (Tp) の6人により、フィッシュボーンの前身バンド「ホット・アイス」が結成される。
1985年、ミニLP『フィッシュボーン』をリリース。
1986年、12インチ・シングル「パーティ・アット・グラウンド・ゼロ」をリリース。さらにファースト・アルバム『イン・ユア・フェイス』をリリース。
1988年、アルバム『トゥルース・アンド・ソウル』をリリース。
1991年、アルバム『リアリティ・オブ・マイ・サラウンディング』をリリース。
1993年、アルバム『モンキーの惑星』をリリース。
1996年、アルバム『フィッシュボーンの逆襲』をリリース。
2000年、アルバム『サイコティック・フレンズ』をフィッシュボーン・アンド・ザ・ファミリーフッド・ネクストペリエンス名義でリリース。
2006年、アルバム『スティル・スタック・イン・ユア・スロート』をリリース。
2009年、ライブCD+DVD『フィッシュボーン・ライブ』をリリース。
2010年、フジロックフェスティバル2010レッドマーキーでの完璧なライブ・パフォーマンスはフジロッカー5000人を踊りの渦に導いた。
2011年、EP『Crazy Glue』をリリース。
2011年8月6日、東京スカパラダイスオーケストラ主催スカパーティー＠山中湖に出演、8月7日渋谷O-nest、8日渋谷O-EASTでのワンマン・ライブ来日。
2013年6月1日・2日、頂2013＠吉田公園（静岡県榛原郡吉田町）に出演。
2018年、フジロックフェスティバル2018におけるホワイトステージでの演奏は、公式YouTubeでも生中継された。
ミクスチャー・ロック、スカパンクのレジェンドは、結成35年経った現在も世界トップクラスのライブ・バンドである。

## 代表曲
- "Freddy's Dead" - アルバム『トゥルース・アンド・ソウル』収録。カーティス・メイフィールドの同名曲のカバー。

## 敬愛するバンド
- サブライム

## ディスコグラフィ

### スタジオ・アルバム
- 『イン・ユア・フェイス』 - In Your Face (1986年、Columbia)
- 『トゥルース・アンド・ソウル』 - Truth and Soul (1988年、Columbia)
- 『リアリティ・オブ・マイ・サラウンディング』 - The Reality of My Surroundings (1991年、Columbia)
- 『モンキーの惑星』 - Give a Monkey a Brain and He'll Swear He's the Center of the Universe (1993年、Columbia)
- 『フィッシュボーンの逆襲』 - Chim Chim's Badass Revenge (1996年、Rowdy/Arista)
- 『サイコティック・フレンズ』 - Fishbone and the Familyhood Nextperience Present: The Psychotic Friends Nuttwerx (2000年、Hollywood) ※フィッシュボーン・アンド・ザ・ファミリーフッド・ネクストペリエンス名義
- 『スティル・スタック・イン・ユア・スロート』 - Still Stuck in Your Throat (2006年、Sound In Color)
- 『ストックホルム・シンドローム』- Stockholm Syndrome（2025年、Self Released）

### ライブ・アルバム
- Live at the Temple Bar and More (2002年)
- Live in Amsterdam (2005年) ※CD/DVD、2002年11月録音
- 『フィッシュボーン・ライブ』 - Fishbone Live (in Bordeaux) (2009年) ※CD/DVD、2008年4月録音
- Live at The Independent (2012年)

### EP
- 『フィッシュボーン』 - Fishbone (1985年)
- 『イッツ・ア・ワンダフル・ライフ』 - It's a Wonderful Life (1987年)
- Set the Booty Up Right (1990年)
- Fishbone and the Familyhood Nextperience Present: The Friendliest Psychosis of All (2002年)
- Crazy Glue (2011年)
- Intrinsically Intertwined (2014年)
- Fishbone (2023年)

### コンピレーション・アルバム
- 『シングルス』 - Singles (1993年) ※日本限定
- 『ザ・ベスト・オブ・フィッシュボーン』 - Fishbone 101: Nuttasaurusmeg Fossil Fuelin' the Fonkay (1996年)
- 『エッセンシャル・フィッシュボーン』 - The Essential Fishbone (2003年)